# Sergio Scatizzi
Sergio Scatizzi (Gragnano (Capannori), 20 ottobre 1918 – Firenze, 1º dicembre 2009) è stato un pittore e poeta italiano.

## Biografia
Sergio Scatizzi nasce il 20 ottobre 1918 a Gragnano (Capannori) nella provincia di Lucca. Trascorre gli anni della prima giovinezza tra la Valdinievole e la campagna lucchese, in quanto la famiglia vi aveva un allevamento di cavalli.
Nel 1932 ad appena tredici anni soggiorna a Napoli, dove si interessa agli autori della Scuola di Posillipo, nonché agli esiti della loro pittura sul territorio.
Dopo il soggiorno napoletano, nel 1936 si trasferisce a Roma dove conosce ed inizia a frequentare Mario Mafai, Giovanni Stradone, Emanuele Cavalli e Antonietta Raphaël. Il contatto con gli artisti e l'ambiente romano gli offrono i primi spunti dai quali la sua pittura deriva, con accenti fortemente coloristici e sensori.
In seguito intraprende alcuni soggiorni a Parigi, per lui molto stimolanti, e durante i quali conobbe Colette, Maurice de Vlaminck e Paul Léautaud.
Fa ritorno a Montecatini Terme, in Valdinievole, nel 1938 ed inizia col dipingere paesaggi, ma anche le prime nature morte, i fiori tanto amati dalla madre, ed alcuni ritratti ad acquerello.
Inizia a frequentare alcuni circoli culturali nel 1939 grazie ad amici come lo scrittore Giovanni Comisso e il poeta e critico d’arte Libero de Libero. La pittura di Scatizzi di quegli anni testimonia l’attaccamento affettuoso all’ambiente romano dove riceve un’accoglienza incoraggiante.
In questo fervente clima culturale conoscerà Filippo de Pisis con il quale stringerà una profonda e duratura amicizia  divenendo al contempo anche un vivace reciproco stimolo intellettuale.

### Guerra e dopoguerra
Gli anni della guerra incombono e nel 1941 Scatizzi viene chiamato alle armi, verrà mandato a Bologna al 6° Autocentro, luogo che ha dell’ironico per lui che non prenderà mai la patente, dove però ebbe modo di conoscere Giorgio Morandi.
Nel 1942 riuscendo a prendere congedo poté visitare la mostra di De Pisis alla Galleria “Barbaraux” di Milano.
Dopo l'armistizio, nel 1943, ritorna a Montecatini dove trascorre una feconda stagione artistica, esponendo in svariate collettive di pittori pistoiesi, tra i quali Alfiero Cappellini, Pietro Bugiani, Giulio Innocenti e Remo Gordigiani. In questo periodo predilige dipingere piccole tavolette con vedute di città, soprattutto di Lucca, di Montecatini e di Pisa, queste ultime risultano però in gran parte disperse ed introvabili.
Negli anni del dopoguerra conoscerà Ardengo Soffici.
Lontano dalle polemiche che agitano l’ambiente su “l’impegno” artistico allora di moda, rivolge l’attenzione al paesaggio della Valdinievole con una sintesi e con un equilibrio di fresca atmosfera unificante, purezza e stupore delle cose e della natura. Si ravvisano gli elementi lirici e culturali che caratterizzano lo svolgimento successivo degli anni ’60 riducendo ad una massa di colore di accento fortemente drammatico.
Si tiene in disparte dagli ambienti artistici per un significativo e profondo senso di impegno del proprio lavoro altamente stimato dai maggiori uomini di cultura dell’epoca.
Compie un viaggio a Parigi nel 1948, con l’ormai grande amico Giovanni Comisso ed altri, e dove ritroverà inoltre De Pisis. Esegue piccoli ritratti di personaggi da lui conosciuti nella Parigi del tempo: Paul Léautaud, Colette, Maurice de Vlaminck. Nella capitale francese conosce così gli impressionisti e la grande pittura del nostro secolo.
Le suggestioni derivate da questa esperienza segneranno il suo cammino da protagonista, nella convinzione di certi valori eterni dell’arte e dell’utopia di ogni avanguardia.
Nella primavera dello stesso anno è nuovamente a Montecatini dove, insieme al sindaco Marchetti, organizza il Premio di Pittura Montecatini, forse il primo premio di pittura organizzato in Italia nel dopoguerra. 
Lo stesso anno tiene inoltre la sua prima personale presso la Libreria “Ariel” di Montecatini, composta soprattutto da paesaggi, con la presentazione in catalogo di Alfiero Cappellini.

### Anni ’50-’80
Nel 1950 dopo aver esposto alla XXV Biennale di Venezia, vince il Primo Premio di Pittura “Bagni di Lucca” avendo così modo di conoscere Carlo Carrà che era il presidente di giuria della manifestazione.
Inizia inoltre a farsi conoscere nell’ambiente culturale fiorentino, finché nel 1955, conosce Ottone Rosai e frequentando il suo studio di via degli Artisti gli permette di stringere rapporti di amicizia con Ugo Capocchini, Mario Marcucci, Nino Tirinnanzi, Enzo Pregno, nonché i principali esponenti della critica di quel periodo tra cui Carlo Ludovico Ragghianti e Pier Carlo Santini.
Poco interessato ai movimenti avanguardisti che difatti in quel tempo agitavano gli artisti italiani, Scatizzi però più che il desiderio di estendere i propri personali confini dell’arte cerca di conoscerli meglio.
Nello stesso anno si trasferisce a Firenze in una vecchia mansarda in Via de’ Federighi 3, da cui però aveva una meravigliosa vista sui tetti di Firenze, divenendo per lui una naturale ispirazione per innumerevoli vedute.
Espone nel 1962 per la prima volta alla Galleria “L’Indiano” di Firenze le “Terre Volterrane”, composta da 25 dipinti, mai presenti finora nelle precedenti mostre, con il testo introduttivo del catalogo di Mario Bergomi. Queste “Terre volterrane” rappresentano l’avvicinamento assolutamente personale e anticonformista alle poetiche dell’informale di quegli anni, determinanti in tutta la cultura sia europea che americana. La particolarità delle “Terre” è insita proprio nel modo in cui esse vengono eseguite da Scatizzi, il quale si pone in modo assolutamente anomalo rispetto alla tela, che veniva posta orizzontalmente sul pavimento ed intorno ad essa il pittore plasmava la materia pittorica da lui usata in ampie quantità. Questa parentesi sembra concludersi intorno al 1969, quella struggente contemplazione delle “Terre”, quel paesaggio volterrano tanto amato e rivissuto nella memoria. Quell’apparente quiete si oscura in alcuni dipinti tenebrosi e la spatola, lenta, striscia e si ispessisce in grumi densi ed improvvisi bagliori. Sulla tela si riaffacciano gli antichi oggetti, come consegnati ad una nuova vita appena vissuta e suggerita come un’impronta.
L’ardente materia che intride le cose lascia striature accese di rossi, verdi, gialli, la tensione si stempera in una morbidezza pittorica che il magma, inciso in un profondo, non annulla ma esalta.
Uno dei riconoscimenti che più hanno inorgoglito Scatizzi durante la sua vita è stata la vittoria del XVIII Premio Internazionale del Fiorino e della Città di Firenze del 1967. In questo stesso anno lascerà inoltre la mansarda di Via de’ Federighi per trasferirsi così in Via Maggio, dove poi vivrà il resto della sua vita.
Nel 1976 viene organizzata una vasta antologica presso l'Accademia di belle arti di Carrara curata da Pier Carlo Santini dove vengono esposte opere fino ad allora inedite. Per la prima volta vengono esposte carte eseguite con varie tecniche, fogli che mostrano la ricchezza di umori pittorici dallo straordinario potere evocativo. Raffaele Monti in seguito definirà queste “cose” di Scatizzi “uno dei più liberi ed alti diari della pittura dei nostri anni”.

### Le tre grandi mostre
Tra il 1997 e il 1998 si svolge la prima grande mostra di Sergio Scatizzi presso la Galleria d'Arte Moderna di Palazzo Pitti di Firenze “Sergio Scatizzi: Gli anni dell’Informale” con presentazione in catalogo di Antonio Paolucci, Carlo Sisi, Franco Zabagli, Raffaele Monti e Carlo Falciani. Uno dei maggiori riconoscimenti a cui un pittore fiorentino potesse ambire dopo la già citata vittoria del Fiorino e la monografica della Strozzina del 1982.
Del 2006 è la mostra “Sergio Scatizzi: Immagini” presso il Salone delle Reali Poste della Galleria degli Uffizi il cui catalogo ha visto la presentazione di Antonio Paolucci, Ornella Casazza e Raffaele Monti. Questa mostra ha segnato non solo un traguardo importantissimo per la carriera artistica di Scatizzi, già costellata di importanti successi, ma addirittura un precedente per gli eventi futuri degli stessi Uffizi, in quanto si è trattata della prima mostra di un artista vivente.
L’ultimo grande evento si ha nel 2009, con la seconda personale presso la Galleria d'Arte Moderna di Palazzo Pitti, nel Quartiere d’Inverno, dal titolo “Il Barocco informale di Sergio Scatizzi” con la presentazione nel catalogo di Cristina Acidini, Giuseppe Cantelli e Simonella Condemi. Per la prima volta si indaga Scatizzi non solo per il suo approccio alla pittura ma anche per il suo affamato collezionismo, soprattutto di dipinti di  artisti fiorentini del Seicento, oltre all’oggettistica e opere di contemporanei, e come questi abbiano dialogato con lui nel corso della sua lunga carriera artistica.
Pochi giorni dopo la conclusione di quest’ultima mostra, il maestro, ormai appagato nel vedere compiuto il suo ultimo sogno divenuto realtà, cessa di vivere il 1º dicembre 2009. Le sue ceneri riposano a Montecatini Terme presso la tomba di famiglia.

## Opere

### Pittura
- Terre Volterrane - Museo Novecento, Firenze[2]
- Paesaggio in Valdinievole - Museo di Arte Contemporanea e del Novecento, Monsummano Terme[3]
- Terre - Museo de la Solidaridad Salvador Allende, Santiago del Cile[4]
- Autoritratto - Galleria degli Uffizi (Esposizione: 1981 - 1983. Mostra: "Autoritratti del Novecento per gli Uffizi")[5]
- Il mare, 1999 - "Galleria d'Arte Moderna" di Palazzo Pitti, Firenze. Donato dall'autore nel 2000.[6]
- Terre, 1965 - "Galleria d'arte Moderna" di Palazzo Pitti, Firenze. Donato dall'autore nel 1998.[7]

L'archivio ufficiale dell'opera pittorica del maestro si trova presso lo Studio d'arte Moderna "Il Fiore" di Montecatini Terme.
Le sue opere sono esposte e vendute in gallerie d'arte in tutta Italia e nel mondo.

### Poesia
- Acque di Liriope, Vallecchi, Firenze 2009 ISBN 8884271711